# Rutan
För andra betydelser, se Ruta.
Rutan är en permanent offentlig installation av Ruben Östlund och Kalle Boman, vilken ursprungligen tillkom på Flanaden i Värnamo 2015. Den hade samband med en konstutställning på Vandalorum med samma namn.
Den blev också en utgångspunkt för Ruben Östlunds film The Square, som hade premiär i Cannes den 28 maj 2017. Senare har tillkommit exemplar av Rutan i Grimstad i Norge, på gågatan i Ängelholm, i Vestfossen i Norge och på Landala torg i Göteborg, samt (från 2024) i trädgården till Filmmuseet i Turin i Italien.
Rutan består av en nio kvadratmeter stor vitmarkerad kvadrat i en stenläggning på marken, vilken avgränsas av två rader gatstenar och en vit ljuslist. På en skylt framför står: ”Rutan är en frizon där tillit och omsorg råder. I den har vi samma rättigheter och skyldigheter utan åtskillnad”.